# Michael Skibbe
Michael Skibbe (Gelsenkirchen, 4 augustus 1965) is een Duits trainer en voormalig voetballer.
Als speler was Skibbe in de jaren 1983-1986 actief voor FC Schalke 04. Na een vroegtijdig einde van zijn carrière als profvoetballer door een blessure vervolgde hij zijn loopbaan als coach bij onder andere Borussia Dortmund, het Duits nationaal elftal en Bayer 04 Leverkusen.
In het seizoen 2008/2009 stond hij onder contract bij Galatasaray, maar hij werd op 23 februari 2009 ontslagen na een blamerende thuisnederlaag (2-5) tegen hekkensluiter Kocaelispor. In juni 2009 werd hij aangesteld als de nieuwe hoofdcoach van Eintracht Frankfurt. Daar werd hij in 2011 ontslagen, waarna hij trainer werd bij Eskişehirspor.
Van 2015 tot en met 2018 was Skibbe trainer van Griekenland.
Tegenwoordig is Skibbe trainer bij Sanfrecce Hiroshima.